# Mädchenchor am Kölner Dom
Der Mädchenchor am Kölner Dom ist der zweitälteste der vier Kathedralchöre am Kölner Dom. Er wurde im Jahre 1989 von Domkapellmeister Eberhard Metternich gegründet und wird derzeit von Domkantor Oliver Sperling geleitet. Er ist wie der Kölner Domchor (Knabenchor) kein Internatschor, die Mädchen kommen dreimal wöchentlich zu Proben in das Chorzentrum Kardinal-Höffner-Haus in Köln-Lindenthal.

## Ausbildung
Nach einer oftmals schon vor der Grundschulzeit beginnenden musikalischen Ausbildung (Musische Vorschule, Vorchor) und einer gezielten einjährigen Chorvorbereitung (B-Chor: 3./4. Jahrgangsstufe) legen drei (A-Chor: 4.–7. (erstes Halbjahr)Jahrgangsstufe) bzw. zwei (Kammerchor: ab 7. (zweites Halbjahr) Jahrgangsstufe) regelmäßige wöchentliche Chorproben die Grundlage für die Entwicklung des spezifischen Klang- und Literaturspektrums für Mädchenstimmen. Neben den musikalischen und religiösen Inhalten des Chorlebens im Kardinal-Höffner-Haus, dem Chorzentrum des Kölner Domes, bietet eine nachmittägliche Chorbetreuung im Tagesablauf der jungen Sängerinnen eine konzentrierte Atmosphäre zur Erledigung der Hausaufgaben sowie Möglichkeiten zum gemeinsamen Spielen und Gestalten im Rhythmus mit Chorprobe, Stimmbildung und Instrumentalunterricht.

## Aufgaben
Die Gottesdienste und Konzerte in der Kathedrale von Köln sind für den Chor Zentrum des gemeinschaftlichen Singens. Die jungen Sängerinnen sind aber auch außerhalb des Kölner Domes zu Gast, ob in der benachbarten Kölner Philharmonie oder in der Kölner Oper, in Kirchen, Museen oder Konzertsälen.
Geistliche Chormusik unserer Zeit von Komponisten aus unterschiedlichen Kulturkreisen bestimmen den Großteil der Chorliteratur, vornehmlich A-cappella-Chorwerke. Ansonsten gehören Renaissance und Romantik zu den Epochen-Schwerpunkten. In der begleiteten Chormusik sind vor allem die Orgel, gelegentlich das Klavier, sehr gerne die Harfe, aber auch Streicher- und Bläser-Ensembles bis hin zum vollen Orchester die instrumentalen Partner, in Köln oftmals das Gürzenich-Orchester Köln oder das WDR Sinfonieorchester Köln.
Erfolge bei Wettbewerben kann der Chor mit jeweils zweiten Preisen beim Deutschen Chorwettbewerb 1998, 2002 und 2010 sowie beim International Christmas Carol Contest 2002 im finnischen Turku vorweisen. Im medialen Bereich kommen Mitwirkungen bei Rundfunk- und TV-Sendungen sowie CD-Produktionen hinzu.

## Tourneen
Neben seiner Reisetätigkeit durch ganz Deutschland hat der Chor bisher Auslandsreisen nach Israel, Finnland, England, Frankreich, Belgien, Luxemburg, Österreich, Italien, Polen, Argentinien, China, Südafrika und Schottland (2024) unternommen.
Als Mitglied im Internationalen wie im Deutschen Chorverband Pueri Cantores hat der Chor vom 1. bis 5. Oktober 2008 am 5. Deutschen Chorfest Pueri Cantores in Münster, am 3. Juli 2009 am 35. Internationalen Chortreffen Pueri Cantores in Stockholm (Schweden), sowie beim Deutschen Pueri Cantores vom 1. Bis zum 5. Juli 2015 in Trier teilgenommen. 2018 nahm der Mädchenchor am Internationalen Chorfestival Giuseppe Zelioli in Lecco teil, wo er den ersten Preis gewann.